# Архиповка (Оренбургская область)
Архиповка — село в Сакмарском районе Оренбургской области России. Административный центр Архиповского сельсовета.
Малая родина дважды Героя Социалистического Труда В. М. Чердинцева.

## География
Село находится в центральной части области, в степной зоне, вблизи слияния рек Янгиз и Салмыш.. К северу находится возвышенность Палаточная (121 метр).
Климат
Климат характеризуется как умеренно континентальный с продолжительной морозной зимой и относительно коротким жарким сухим летом. Абсолютный максимум температуры воздуха составляет 43 °C; абсолютный минимум — −45 °C. Среднегодовое количество атмосферных осадков составляет 336 мм. Устойчивый снежный покров формируется в конце ноября и держится в течение 120—140 дней.

## История
Село названо по имени первого переселенца.
Во время Гражданской войны 26 апреля 1919 года недалеко от села произошел Салмышский бой, в ходе которого части Красной Армии разбили войска генерала Бакича.

## Население
1926 год
Впервые население Архиповки было посчитано в 1926 году при советской власти. В итоге переписи в селе насчиталось 542 человека, из них 247 мужчин и 295 женщин. На момент 1926 года насчитывалось 126 домохозяев (из них 125 русских).
2010 год
В 2010 году была проведена всероссийская перепись населения. По итогам данной переписи в селе проживает 609 человек.

## Инфраструктура
Отделение почтовой связи, администрация поселения, общеобразовательная школа и детский сад. Пекарня,дом культуры, магазины. За пределами села находится свалка. 

## Транспорт
Автомобильный маршрутный транспорт.Остановка общественного транспорта на автодороге Сакмара — Каменка.
До 2008 года близь села находилась остановка железнодорожного транспорта.

## Русская православная церковь
Храм великомученика Георгия Победоносца. Освящён в 2022 году